# Clemente Rodríguez
Clemente Juan Rodríguez (Buenos Aires, 31 luglio 1981) è un ex calciatore argentino, di ruolo difensore.

## Carriera

### Club
Ha giocato nel Boca Juniors all'inizio della carriera prima di trasferirsi allo Spartak Mosca; dopo un po' di tempo però la società russa lo ha mandato in prestito ancora al Boca, dove fa in tempo a vincere la Coppa Libertadores 2007. Viene ceduto in prestito all'Espanyol nel 2007 per poi ritornare al club russo nella stagione 2008-2009. Nel 2009 viene venduto all'Estudiantes. Il giocatore, svincolato, viene acquistato dal Boca Juniors il 3 agosto 2010.

### Nazionale
Con la nazionale argentina Rodríguez ha partecipato alla Copa América 2004, ai Giochi olimpici del 2004 e al mondiale di calcio 2010.

## Palmarès

### Club

#### Competizioni nazionali
- Campionato argentino: 3

Boca Juniors: Apertura 2000, Apertura 2003, Apertura 2011

#### Competizioni internazionali
- Coppa Libertadores: 4

Boca Juniors: 2001, 2003, 2007
Estudiantes: 2009
- Coppa Intercontinentale: 2

Boca Juniors: 2000, 2003

### Nazionale
- Oro olimpico: 1

Atene 2004

### Individuale
- Equipo Ideal de América: 2

2003, 2011